# Mine de Kittilä
 (mars 2025).
La mine de Kittilä est une mine d'or à ciel ouvert et souterraine située à Kittilä dans la région de Laponie en Finlande. 
Elle est exploitée par Agnico-Eagle. 
Sa production a démarré en 1998.